# Bilheteria dos cinemas no Brasil em 2014
Lista com o valor de arrecadação em reais e o público dos principais filmes lançados nos cinemas de todo o Brasil no ano de 2014. A partir da terceira semana (dia 16) de março, os filmes que antes estreavam às sextas-feiras chegarão um dia antes aos cinemas, nas quintas-feiras. A nova medida foi uma decisão da Federação Nacional das Empresas Exibidoras Cinematográficas (FENEEC) e foi anunciada no dia 21 de fevereiro de 2014.
A temporada de blockbusters deste ano foi marcada pelos maiores números da história do cinema brasileiro, quebrando recordes de bilheteria. Em março, a estreia de 300: A Ascensão do Império obteve a quarta maior bilheteria da história da Warner Bros. no país. A animação Rio 2 conseguiu a maior bilheteria de estreia de um filme do gênero na história do país, atraindo 1,3 milhões de espectadores. Em abril, Noé se tornou a maior abertura da história da Paramount Pictures no país e também a maior abertura de um filme não-relacionado à uma franquia. Já na semana seguinte, Capitão América 2 conseguiu bons números, conseguindo mais de um milhão de espectadores. Em maio, O Espetacular Homem-Aranha 2 se tornou a maior abertura do ano no país, e a terceira maior da história dos cinemas brasileiros. A 20th Century Fox conseguiu bons números com X-Men: Dias de Um Futuro Esquecido se tornando o maior sucesso da produtora no país, e com A Culpa é das Estrelas surpreendendo a todos com números impressionantes para um filme do gênero. Em julho, o quarto filme da franquia Transformers — A Era da Extinção, conseguiu a maior bilheteria da franquia no país, com as pré-estreias e a estreia totalizando R$ 35 milhões.

## Líderes de arrecadação nos fins de semana
| Data            | Filme                                             | Arrecadação (em R$) | Público   | Notas |
| --------------- | ------------------------------------------------- | ------------------- | --------- | --- |
| 5 de janeiro    | Frozen: Uma Aventura Congelante                   | 9 652 431           | 679 503   | |
| 12 de janeiro   | Frozen: Uma Aventura Congelante                   | 6 162 506           | 434 555   | |
| 19 de janeiro   | Frozen: Uma Aventura Congelante                   | 3 812 191           | 276 158   | |
| 26 de janeiro   | Frankenstein: Entre Anjos e Demônios              | 4 101 640           | 258 108   | |
| 2 de fevereiro  | A Menina que Roubava Livros                       | 2 920 921           | 221 308   | |
| 9 de fevereiro  | Uma Aventura LEGO                                 | 4 462 411           | 295 070   | |
| 16 de fevereiro | Uma Aventura LEGO                                 | 3 439 353           | 238 448   | |
| 23 de fevereiro | RoboCop                                           | 8 410 287           | 631 827   | Dirigido pelo brasileiro José Padilha. |
| 2 de março      | RoboCop                                           | 5 474 077           | 413 027   | |
| 9 de março      | 300: A Ascensão de um Império                     | 13 205 157          | 818 915   | |
| 16 de março     | 300: A Ascensão de um Império                     | 8 282 222           | 538 833   | |
| 23 de março     | S.O.S. Mulheres ao Mar                            | 5 357 603           | 410 904   | Filme nacional. |
| 30 de março     | Rio 2                                             | 17 958 390          | 1 357 026 | Dirigido pelo brasileiro Carlos Saldanha; Maior renda de estreia de uma animação da história do Brasil; Quinta maior renda de estreia do ano. |
| 6 de abril      | Noé                                               | 20 135 554          | 1 358 411 | Terceira maior renda de estreia do ano. |
| 13 de abril     | Capitão América 2: O Soldado Invernal             | 16 278 339          | 1 105 921 | |
| 20 de abril     | Capitão América 2: O Soldado Invernal             | 13 937 840          | 916 019   | |
| 27 de abril     | Capitão América 2: O Soldado Invernal             | 7 444 957           | 493 840   | |
| 4 de maio       | O Espetacular Homem-Aranha 2: A Ameaça de Electro | 24 612 737          | 1 664 452 | Quarta maior renda de estreia da história do Brasil; Maior renda de estreia do ano.                                                           |
| 11 de maio      | O Espetacular Homem-Aranha 2: A Ameaça de Electro | 9 896 468           | 663 731   | |
| 18 de maio      | Godzilla                                          | 9 244 020           | 594 002   | |
| 25 de maio      | X-Men: Dias de Um Futuro Esquecido                | 19 314 613          | 1 269 731 | Quarta maior renda de estreia do ano. |
| 1 de junho      | Malévola                                          | 13 431 104          | 925 007   | |
| 8 de junho      | A Culpa é das Estrelas                            | 12 667 488          | 986 897   | |
| 15 de junho     | A Culpa é das Estrelas                            | 9 360 144           | 729 445   | |
| 22 de junho     | Como Treinar o Seu Dragão 2                       | 15 189 832          | 1 058 737 | |
| 29 de junho     | Como Treinar o Seu Dragão 2                       | 6 507 595           | 480 122   | |
| 06 de julho     | Como Treinar o Seu Dragão 2                       | 5 279 781           | 388 375   | |
| 13 de julho     | Como Treinar o Seu Dragão 2                       | 3 828 535           | 289 291   | Maior número de semanas na liderança. |
| 20 de julho     | Transformers: A Era da Extinção                   | 13 103 340          | 846 939   | |
| 27 de julho     | Planeta dos Macacos: O Confronto                  | 15 500 114          | 1 000 027 | |
| 03 de agosto    | Guardiões da Galáxia                              | 12 579 964          | 850 079   | |
| 10 de agosto    | Guardiões da Galáxia                              | 8 695 205           | 575 720   | |
| 17 de agosto    | As Tartarugas Ninja                               | 13 338 472          | 902 180   | |
| 24 de agosto    | Os Mercenários 3                                  | 8 448 996           | 628 886   | |
| 31 de agosto    | Lucy                                              | 5 840 271           | 422 726   | |
| 07 de setembro  | Hércules                                          | 10 263 932          | 655 069   | |
| 14 de setembro  | Hércules                                          | 6 273 304           | 405 898   | |
| 21 de setembro  | Maze Runner - Correr ou Morrer                    | 4 670 126           | 348 578   | |
| 28 de setembro  | Maze Runner - Correr ou Morrer                    | 3 105 934           | 245 618   | |
| 05 de outubro   | O Candidato Honesto                               | 5 944 871           | 450 329   | Filme nacional |
| 12 de outubro   | Annabelle                                         | 7 222 764           | 560 475   | |
| 19 de outubro   | Annabelle                                         | 7 708 175           | 597 345   | |
| 26 de outubro   | Drácula - A História Nunca Contada                | 7 226 626           | 582 456   | |
| 02 de novembro  | Drácula - A História Nunca Contada                | 6 457 951           | 476 064   | |
| 09 de novembro  | Drácula - A História Nunca Contada                | 4 666 017           | 355 111   | |
| 16 de novembro  | Débi e Lóide 2                                    | 9 440 696           | 721 543   | |
| 23 de novembro  | Jogos Vorazes: A Esperança - Parte 1              | 23 665 323          | 1 975 832 | Quinta maior renda de estreia da história do Brasil; Segunda maior renda de estreia do ano; Maior público de estreia do ano.                  |
| 30 de novembro  | Jogos Vorazes: A Esperança - Parte 1              | 9 059 025           | 687 703   | |
| 07 de dezembro  | Jogos Vorazes: A Esperança - Parte 1              | 5 394 235           | 400 893   | |
| 14 de dezembro  | O Hobbit: A Batalha dos Cinco Exércitos           | 17 116 995          | 1 084 226 | |
| 21 de dezembro  | O Hobbit: A Batalha dos Cinco Exércitos           | 8 733 554           | 558 311   | |
| 28 de dezembro  | Êxodo: Deuses e Reis                              | 15 476 163          | 930 993   | |

## Arrecadação total
| #  | Filme                                             | Estúdio            | Arrecadação (em R$) | Público Total | Ref.  |
| -- | ------------------------------------------------- | ------------------ | ------------------- | ------------- | ----- |
| 1  | Malévola                                          | Disney/Buena Vista | 73 643 412          | 5 755 409     |       |
| 2  | A Culpa é das Estrelas                            | Fox Film do Brasil | 69 100 777          | 6 165 705     |       |
| 3  | Noé                                               | Paramount Pictures | 68 477 613          | 4 887 284     |       |
| 4  | X-Men: Dias de Um Futuro Esquecido                | Fox Film do Brasil | 64 417 536          | 4 923 664     |       |
| 5  | Rio 2                                             | Fox Film do Brasil | 63 901 920          | 5 212 811     |       |
| 6  | Capitão América 2: O Soldado Invernal             | Disney/Buena Vista | 62 818 154          | 4 621 101     |       |
| 7  | Êxodo: Deuses e Reis                              | Fox Film do Brasil | 62 521 544          | 4 151 658     | [ 8 ] |
| 8  | Transformers: A Era da Extinção                   | Paramount Pictures | 61 735 174          | 4 587 292     |       |
| 9  | Jogos Vorazes: A Esperança - Parte 1              | Paris Filmes       | 56 282 788          | 4 787 279     |       |
| 10 | Planeta dos Macacos: O Confronto                  | Fox Film do Brasil | 55 432 663          | 4 011 629     |       |
| 11 | O Espetacular Homem-Aranha 2: A Ameaça de Electro | Sony Pictures      | 55 227 320          | 4 100 615     |       |
| 12 | Como Treinar o Seu Dragão 2                       | Fox Film do Brasil | 55 043 570          | 4 610 275     |       |
| 13 | Frozen: Uma Aventura Congelante                   | Disney/Buena Vista | 51 424 705          | 4 242 104     |       |
| 14 | O Hobbit: A Batalha dos Cinco Exércitos           | Warner Bros.       | 51 141 268          | 3 612 321     |       |
| 15 | As Tartarugas Ninja                               | Paramount Pictures | 43 785 302          | 3 366 763     |       |
| 16 | Annabelle                                         | Warner Bros.       | 41 821 050          | 3 712 314     |       |
| 17 | 300: A Ascensão de um Império                     | Warner Bros.       | 40 450 403          | 2 839 023     |       |
| 18 | Guardiões da Galáxia                              | Disney/Buena Vista | 38 072 963          | 2 864 628     |       |
| 19 | Débi e Lóide 2                                    | Imagem Filmes      | 35 180 723          | 3 042 283     |       |
| 20 | Operação Big Hero                                 | Disney/Buena Vista | 34 514 435          | 2 715 352     |       |